# 莱索尔姆 (约讷省)
莱索尔姆（法語：Les Ormes，法語發音：[le.z‿ɔʁm] ⓘ）是法国勃艮第-弗朗什-孔泰大区约讷省的一个市镇，位于该省西部，属于欧塞尔区。

## 地理
莱索尔姆（47°50'57"N, 3°15'59"E）面积8.55 平方千米，位于法国勃艮第-弗朗什-孔泰大區约讷省，该省份为法国中北部内陆省份，西接卢瓦雷省，西北接塞纳-马恩省，南至涅夫勒省，东临科多尔省，东北与奥布省接壤。
与莱索尔姆接壤的市镇（或旧市镇、城区）包括：卢皮耶尔堡、沙西、勒瓦勒多克尔、索姆凯斯。

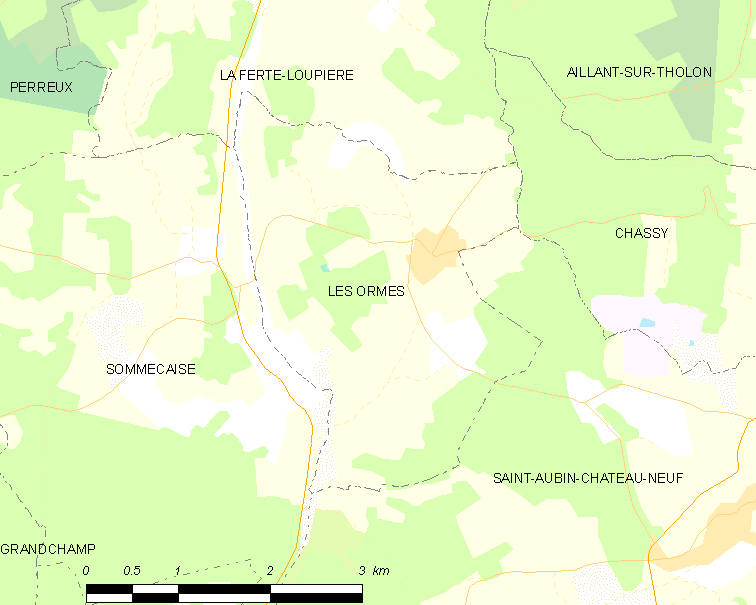
的OSM定位图

莱索尔姆的时区为UTC+01:00、UTC+02:00（夏令时）。

## 行政
莱索尔姆的邮政编码为89110，INSEE市镇编码为89281。

## 政治
莱索尔姆所属的省级选区为沙尔尼-奥雷德皮赛县。

## 人口

1962-2008年间人口变化图示

莱索尔姆于2022年1月1日时的人口数量为284人。